# 丹巴达杰陵寺
丹巴达杰陵寺，俗称“锡尼河庙”（汉语拼音字母：Xeneheen Dasang（巴尔虎布里亚特）），位于中国内蒙古自治区呼伦贝尔市鄂温克族自治旗锡尼河东苏木布尔都嘎查以西的锡尼河河北岸，是一座藏传佛教格鲁派寺院。

## 历史
丹巴达杰陵寺由九世班禅赐寺名。 初建于1928年，平面呈长方形，坐北朝南，汉藏式风格。2009年，该寺有喇嘛19人，均为布里亚特人。他们属于当地的少数民族．布里亚特人大多数人居住在俄罗斯，并组成了布里亚特共和国，仅有少数人迁居内蒙古的呼伦贝尔大草原定居至今。
锡尼河庙位于鄂温克族自治旗境内，是如今鄂温克草原上唯一的佛教活动场所。2000年代以来，该庙多次被内蒙古自治区及呼伦贝尔市评为“文明宗教活动场所”。如今，该庙每年举办大型宗教活动4次。2010年2月28日，该庙又举办了一年一度的传统庙会，当地牧民及周边旗、市的牧民参加庙会。

## 建筑
该寺距离市区很远，除两侧有几座喇嘛住所以外，周围均是草原。该寺南面是锡尼河、额尔德尼山；东面是汗山；西面是锡尼河（海－伊公路）；北面是白音汗山、敖包。该寺建筑平面沿中轴线对称分布，自南向北依次是山门、左右配殿、却伊拉殿、三个小殿（西护法殿、博克达府、东护法殿），佛塔，大雄宝殿。
大雄宝殿是寺内立面最精致而华丽的殿堂，2009年开光完工。大雄宝殿是汉藏式建筑，面阔7间，进深2间，三层重檐歇山顶，以镀金铁皮铺成。该殿建在约1米高的台基上，殿内一层供有释迦牟尼、观音、宗喀巴、金刚持、黄财神；二层供有时轮金刚坛城、弥勒；三层供有四大护法。由外挂的楼梯上到二层，再由室内楼梯上到三层。该殿的窗户带有欧式风格，外柱粗大，也具备欧式特点，这体现了布里亚特人带来的俄罗斯文化。